# Aduma
Aduma ist eine archäologische und paläoanthropologische Fundstätte im Gebiet Mittlerer Awash, unweit des gleichnamigen Dorfes in der Region Afar in Äthiopien. Die geologischen Gegebenheiten des Geländes wurden zunächst 1976 von Jon Kalb beschrieben und zwischen 1993 und 1998 von den Archäologen John E. Yellen und Alison S. Brooks wissenschaftlich erforscht. Die Datierung der Fundstätte ergab, dass die dort lagernden Fossilien dem Middle Stone Age zuzuschreiben und bis zu rund 180.000 Jahre alt sind.
Wichtigste Funde sind die Überreste von vier Schädeln des frühen anatomisch modernen Menschen (Homo sapiens), die zwischen 105.000 und 79.000 Jahre alt sind. Ihre Überreste waren aus dem Boden herausgewittert und als stark fragmentierte Oberflächenfunde in den Jahren 1994 und 1996 entdeckt worden. Bei allen vier Fundstücken fehlen Gesichtsknochen und Zähne, jedoch konnte insbesondere vom Fossil ADU-VP-1/3 („Aduma cranium“) die Schädeldecke weitgehend rekonstruiert werden. Die Funde weisen deutliche anatomische Ähnlichkeiten mit Fossilien wie Omo 1 sowie ähnlich alten Funden aus der Skhul-Höhle (Skhul 5) und der Qafzeh-Höhle (Qafzeh 9) in Israel auf; ihre Merkmale unterscheiden sich deutlich von jenen der Neandertaler. Der 2004 veröffentlichten Fundbeschreibung zufolge erweitern die Funde zugleich aber auch das Wissen um die Variationsbreite der Anatomie des Schädels von frühen Individuen des Homo sapiens.
Zahlreiche Funde von Steinwerkzeugen belegen ebenfalls die Anwesenheit des Homo sapiens in der Epoche des Middle Stone Age.

## Belege
1. ↑  Eintrag Aduma in: Bernard Wood: Wiley-Blackwell Encyclopedia of Human Evolution. 2 Bände. Wiley-Blackwell, Chichester u. a. 2011, ISBN 978-1-4051-5510-6.
2. ↑   Yohannes Haile-Selassie, Berhane Asfaw und Tim White: Hominid Cranial Remains From Upper Pleistocene Deposits at Aduma, Middle Awash, Ethiopia. In: American Journal of Physical Anthropology. Band 123, Nr. 1, 2004, S. 1–10, doi:10.1002/ajpa.10330, Volltext.
3. ↑  John E. Yellen, Alison S. Brooks et al.: The archaeology of Aduma Middle Stone Age sites in the Awash Valley, Ethiopia. In: PaleoAnthropology. Band 10, 2005, S. 25–100, Volltext (PDF).

Koordinaten: 10° 25′ 0″ N, 40° 31′ 0″ O